# 維亞爾格湖
59°57′21″N 34°55′32″E / 59.9559°N 34.9256°E
維亞爾格湖（俄语：Вялгозеро），是俄羅斯的湖泊，位於該國西北部，由列寧格勒州負責管轄，面積2.44平方公里，海拔高度205.6米，湖岸線長度11公里，集水區面積52平方公里，平均水深4.3米，最大水深9.4米。